# Balneari Lloveras
El Balneari Lloveras era una obra d'Arenys de Mar (Maresme) inclosa a l'Inventari del Patrimoni Arquitectònic de Catalunya i actualment enderrocada.

## Descripció
Es tractava d'un edifici al peu de la platja, de planta baixa amb serveis de banys a l'interior. Era una mostra de balneari artificial. Cal destacar la simetria del seu cos principal, i les dues torres aixecades al centre del conjunt. Donava accés a l'edifici una escalinata que tenia gairebé l'amplada de l'edifici, i desembocava en un porxo amb catorze pilars amb capitells poligonals, que carregava un fris sobre el qual descansava una terrassa amb balustrades.

## Història
El balneari fou construït el segle xix i enderrocat el 1978. Aquest establiment no tenia fonts; senzillament tractava les aigües per poder oferir els seus serveis d'hidroteràpia en un jardí contigu.